# 让-皮埃尔·本巴
让-皮埃尔·本巴（法語：Jean-Pierre Bemba，1962年11月4日—），前民主刚果副总统，负责经济和财政事务。本巴是刚果解放运动领导人，在2006年的民主刚果总统选举第一轮中获得约20%的选票，和约瑟夫·卡比拉进入第二轮选举。曾遭指控犯下戰爭罪和危害人類罪，自2008年被國際刑事法院監禁近10年，於2018年6月獲釋。

## 生平

### 出兵干政
本巴出生于一个富商家族，其父与前总统、独裁者蒙博托·塞塞·塞科保持着良好的关系，本巴本人在民主刚果拥有大量的产业，被认为是民主刚果最富有的数人之一。本巴在蒙博托被推翻后组织了自己的武装力量，以蒙博托的支持者为主，一度反抗洛朗·卡比拉的新政府。
2002年，他的武装部队受邀前往中非共和国帮助其总统昂热-菲利克斯·帕塔塞平定叛乱。次年帕塔塞被對手博齊澤（François Bozizé）政變推翻后，本巴與帕塔塞一起被新政府以屠杀反对者的罪名告上國際刑事法院，被指控於2002年10月至2003年3月間，犯下戰爭罪和危害人類罪；亦有人指责他屠杀俾格米人并吃人肉，本巴本人声称这是刚果政府为赢得选举而造的谣。

### 通緝受審
2003年，本巴率领刚果解放运动参与旨在解决第二次刚果战争的和平对话，并参加过渡政府，成为其副总统。本巴在2006年刚果大选的口号是“百分之百的刚果人”，这被认为是对约瑟夫·卡比拉的攻击，因为据称卡比拉的母亲是卢旺达人。但是不久本巴也被指出其母是安哥拉人。选举失利后本巴担任议员，后与政府发生冲突流亡欧洲。
2008年5月，在国际刑事法院發出逮捕令後，本巴在比利时被捕，随后被送往海牙羁押監禁。2010年11月22日，国际刑事法院开庭审理對本巴的战争罪和危害人类罪指控。2016年3月21日，國際刑事法院裁定其犯下的兩項危害人類罪和三項戰爭罪成立。
2018年6月，国际刑事法院的上訴法官推翻本巴的戰爭罪和危害人類罪定罪，但本巴仍因為賄賂證人的罪名等待判刑。同月12日，国际刑事法院下令暫時釋放本巴。